# Bernhard Svensson (orgelbyggare)
Karl Bernhard Svensson född 17 april 1892 i Lönneberga socken, död 3 februari 1964 i Oskarshamn, Oskarshamns kommun, var en svensk orgelbyggare i Oskarshamn. Han arbetade åtminstone mellan 1937 och 1941 hos Setterquist & Son Orgelbyggeri Örebro.

## Lista över orglar
| År   | Ursprunglig kyrka         | Stift | Bild | Manualer | Pedal   | Stämmor | Bevarad orgel/fasad | Övrigt                                 |
| ---- | ------------------------- | ----- | ---- | -------- | ------- | ------- | ------------------- | -------------------------------------- |
| 1962 | Skogskapellet, Oskarshamn | Växjö |      | 1        | Bihängd | 4       | Ja/Ja               | Mekanisk orgel. Står i lilla kapellet. |
| 1963 | Berga kyrka               | Växjö |      |          |         | 6       |                     |                                        |

### Reparationer
| År   | Ursprunglig kyrka      | Stift      | Bild | Manualer | Pedal        | Stämmor | Bevarad orgel/fasad | Övrigt                                                                  |
| ---- | ---------------------- | ---------- | ---- | -------- | ------------ | ------- | ------------------- | ----------------------------------------------------------------------- |
| 1957 | Öggestorps kyrka       | Växjö      |      | 2        | Självständig | 15      | Ja/Ja               | Renoverad och omdisponerad.                                             |
| 1962 | Målilla-Gårdveda kyrka | Linköpings |      | 1        | Bihängd      | 12      | Ja/Ja               | Omändrad. Återställdes 1986 av A Magnussons Orgelbyggeri AB, Mölnlycke. |